# Diocesi di Buéa
La diocesi di Buéa (in latino Dioecesis Bueaensis) è una sede della Chiesa cattolica in Camerun suffraganea dell'arcidiocesi di Bamenda. Nel 2022 contava 235.750 battezzati su 644.170 abitanti. È retta dal vescovo Michael Miabesue Bibi.

## Territorio
La diocesi comprende il dipartimento di Fako nella regione del Sudovest in Camerun.
Sede vescovile è la città di Buéa, dove si trovano la cattedrale della Regina della Pace e la concattedrale della Divina Misericordia.
Il territorio si estende su 2.093 km² ed è suddiviso in 37 parrocchie.

## Storia
La prefettura apostolica di Buéa fu eretta 12 giugno 1923 con il breve Cum ex Apostolico di papa Pio XI, ricavandone il territorio dal vicariato apostolico del Camerun (oggi arcidiocesi di Yaoundé) e dalla prefettura apostolica di Adamaua (oggi diocesi di Nkongsamba).
Il 19 aprile 1939 la prefettura apostolica fu elevata a vicariato apostolico con la bolla Apostolica de Buea di papa Pio XII.
Il 18 aprile 1950 il vicariato apostolico è stato ulteriormente elevato a diocesi con la bolla Laeto accepimus dello stesso papa Pio XII. Originariamente era suffraganea dell'arcidiocesi di Onitsha.
Il 14 luglio 1950 cedette una porzione del suo territorio a vantaggio dell'erezione della prefettura apostolica di Yola (oggi diocesi).
Il 5 giugno 1962 per effetto del decreto Cum territorium della Congregazione di Propaganda Fide entrò a far parte della provincia ecclesiastica dell'arcidiocesi di Yaoundé.
Il 13 agosto 1970 ha ceduto un'altra porzione di territorio a vantaggio dell'erezione della diocesi di Bamenda, che il 18 marzo 1982 è divenuta arcidiocesi metropolitana e ha ottenuto tra le sue suffraganee la diocesi di Buéa.
Il 9 febbraio 1999 e il 15 marzo 2016 ha ceduto ulteriori porzioni di territorio a vantaggio rispettivamente dell'erezione della diocesi di Mamfe e della diocesi di Kumba.

## Cronotassi dei vescovi
Si omettono i periodi di sede vacante non superiori ai 2 anni o non storicamente accertati.
- John William Campling, M.H.M. † (6 agosto 1923 - 13 maggio 1925 nominato vicario apostolico del Nilo Superiore)
- Peter Rogan, M.H.M. † (26 giugno 1925 - 18 agosto 1961 dimesso[1])
- Jules Peeters, M.H.M. † (4 giugno 1962 - 29 gennaio 1973 dimesso)
- Pius Suh Awa † (29 gennaio 1973 - 30 novembre 2006 ritirato)
- Immanuel Bushu (30 novembre 2006 - 28 dicembre 2019 ritirato)
- Michael Miabesue Bibi, dal 5 gennaio 2021[2]

## Statistiche
La diocesi nel 2022 su una popolazione di 644.170 persone contava 235.750 battezzati, corrispondenti al 36,6% del totale.
| anno | popolazione | popolazione | popolazione | presbiteri | presbiteri | presbiteri | presbiteri                | diaconi | religiosi | religiosi | parrocchie |
| anno | battezzati  | totale      | %           | numero     | secolari   | regolari   | battezzati per presbitero | diaconi | uomini    | donne     | parrocchie |
| ---- | ----------- | ----------- | ----------- | ---------- | ---------- | ---------- | ------------------------- | ------- | --------- | --------- | ---------- |
| 1950 | 52.240      | 465.600     | 11,2        | 54         | 1          | 53         | 967                       |         |           | 15        | 22         |
| 1956 | 73.219      | 742.959     | 9,9         | 60         | 1          | 59         | 1.220                     |         | 2         | 23        | 23         |
| 1970 | 180.356     | 1.200.000   | 15,0        | 103        | 17         | 86         | 1.751                     |         | 113       | 112       | 42         |
| 1980 | 128.000     | 634.600     | 20,2        | 44         | 12         | 32         | 2.909                     |         | 43        | 49        | 19         |
| 1990 | 177.700     | 765.000     | 23,2        | 56         | 30         | 26         | 3.173                     |         | 35        | 77        | 21         |
| 1999 | 187.000     | 875.000     | 21,4        | 42         | 25         | 17         | 4.452                     |         | 23        | 52        | 16         |
| 2000 | 176.709     | 833.545     | 21,2        | 34         | 24         | 10         | 5.197                     |         | 17        |           | 17         |
| 2001 | 176.709     | 833.545     | 21,2        | 37         | 30         | 7          | 4.775                     |         | 14        |           | 17         |
| 2002 | 176.709     | 833.545     | 21,2        | 45         | 40         | 5          | 3.926                     |         | 11        |           | 17         |
| 2003 | 274.024     | 922.536     | 29,7        | 50         | 45         | 5          | 5.480                     |         | 17        |           | 17         |
| 2004 | 289.542     | 950.000     | 30,5        | 57         | 49         | 8          | 5.079                     |         | 16        | 70        | 19         |
| 2006 | 302.223     | 974.000     | 31,0        | 72         | 58         | 14         | 4.197                     |         | 27        | 65        | 22         |
| 2012 | 400.327     | 1.098.000   | 36,5        | 77         | 64         | 13         | 5.199                     |         | 43        | 100       | 22         |
| 2015 | 431.000     | 1.181.000   | 36,5        | 106        | 91         | 15         | 4.066                     |         | 37        | 125       | 43         |
| 2018 | 213.950     | 584.530     | 36,6        | 78         | 60         | 18         | 2.742                     |         | 43        | 113       | 23         |
| 2020 | 224.475     | 613.130     | 36,6        | 80         | 69         | 11         | 2.805                     |         | 32        | 59        | 36         |
| 2022 | 235.750     | 644.170     | 36,6        | 76         | 68         | 8          | 3.101                     |         | 29        | 59        | 37         |